# J.P. Walker
J.P. Walker, född 16 oktober 1976,  är en amerikansk professionell snowboardåkare.
Han bor i Salt Lake City, i delstaten Utah, där han tillsammans med ett gäng andra proffs, bland andra Peter Line, representerade Forum Snowboards som han nyligen lämnat. Walker är känd för sina banbrytande rails, vilka ofta utförs inne i städer. Han har figurerat i åtskilliga snowboardfilmer från MacDawg productions, en av de största inom snowboardfilm.